# Tomáš Piroch
Tomáš Piroch (* 12. Mai 2000 in Pilsen) ist ein tschechischer Handballspieler.

## Karriere

### Im Verein
Tomáš Piroch spielte zunächst in Tschechien für Talent Plzeň. Bereits 2018 ging er nach Deutschland zur MT Melsungen, wo er zunächst noch in der A-Jugend und im Perspektivkader auflief. Er erhielt aber auch bereits seinen ersten Bundesligaeinsatz. Im November 2019 wechselte er in die Schweiz zum HC Kriens-Luzern. In der Saison 2021/22 stand er im Kader von US Créteil HB in Frankreich. 2022 wechselte er nach Polen zu Wisła Płock. Mit Wisła Płock gewann er 2023 und 2024 den polnischen Pokal sowie 2024 und 2025 die Meisterschaft. Im Sommer 2025 wechselte er zum deutschen Bundesligisten SC DHfK Leipzig.

### In Auswahlmannschaften
Sein Debüt für die tschechische Nationalmannschaft gab er im Januar 2019 gegen Argentinien. Er stand im Kader für die Europameisterschaft 2022 und belegte dort mit Tschechien den 13. Platz. Er stand im Kader für die Europameisterschaft 2024 und belegte mit Tschechien den 15. Platz. Bei der Weltmeisterschaft 2025 warf er neun Tore in sechs Spielen und kam mit der Auswahl auf den 19. Rang.